# Marcelle Lesage
Marcelle Lesage, née le 22 juillet 1888 à Paris et morte le 21 septembre 1981 à Paris, est une libraire et éditrice française.
Elle fonde et dirige la librairie « Le Livre pour Tous » au 37, avenue de Saint-Ouen de 1923 à 1926 puis la librairie « À la Folie du Sage » au 37, quai de l'Horloge de 1926 à 1927. Elle poursuit ensuite ses activités d'éditrice au 24, place Dauphine.

## Biographie

### Jeunes années
Marcelle Julie Pélagie est née le 22 juillet 1888 au 5, rue du Pont-Louis-Philippe dans le 4e arrondissement de Paris. L'acte de naissance est dressé par l'officier d'état civil sur déclaration de la sage-femme, les parents n'ayant pas reconnu l'enfant. Le 30 juillet de la même année, Marcelle est reconnue par Jules Aimé Jean Baptiste Lesage.
Le 11 février 1890, à la mairie du 3e arrondissement de Paris, Jules Aimé Jean Baptiste Lesage, journaliste né le 22 mars 1845 à Saint-Venant dans le Pas-de-Calais et domicilié au 48, rue des Francs-Bourgeois, épouse Marie Christine Pauline Guillon, fille de tailleur, sans profession, née le 23 juillet 1860 à Nice dans les Alpes-Maritimes et domiciliée à la même adresse.

### Libraire à «La Folie du Sage»

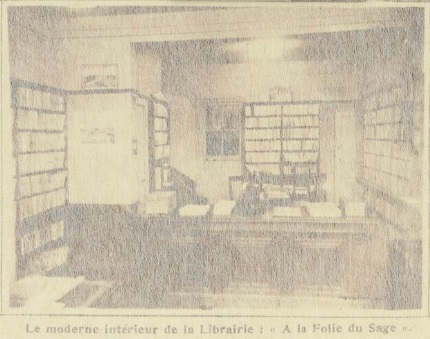
La librairie de Marcelle Lesage « À La Folie du Sage », n° 72 de Minerva : le grand illustré féminin que toute femme intelligente doit lire du 26 décembre 1926, pour illustrer l'article « Les femmes d'action » de Suzanne Normand. Source Gallica / BnF.

En 1923, Marcelle Lesage fonde la librairie « Librairie, Papeterie, Abonnement de Lecture » au 37 et 37 bis, avenue de Saint-Ouen. En juillet 1926, elle fonde une société à responsabilité limitée dont la dénomination est « Le Livre pour Tous » à laquelle elle apporte son fonds de commerce. À la place du système du dépôt ou du paiement à la semaine, elle propose un système d'abonnement original : après avoir acheté un premier ouvrage à 10 francs, le client peut pour 75 centimes l'échanger contre un autre livre, et ce aussi souvent que souhaité.
En 1926, elle déménage au 37, quai de l'Horloge, et s'associe au comédien Jean Debucourt. La librairie « À la Folie du Sage », qui tient son nom de sa collection d'édition « Le Sage et ses Amis », est également un cabinet de lecture. Marcelle Lesage rejoint donc la rive gauche où sont déjà installées ses consœurs libraires-éditrices Elvire Choureau (qui tient « L'Artisan du livre » au 22, rue Guynemer) et Adrienne Monnier (qui tient « La Maison des Amis des Livres » au 7, rue de l’Odéon) mais conserve de très bons souvenirs de son ancienne clientèle : « Si vous saviez combien la clientèle de ce quartier est attachante ! Des petites bourgeoises qui ne manquent ni d'intelligence ni de goût, et qui ont seulement besoin d'être guidées dans le choix de leurs lectures. Et comme elles se laissent bien guider ! Cette sorte de formation intellectuelle a été pour moi la partie la plus passionnante de ma tâche. Je ne retrouverai rien de pareil ici, mes abonnés de la rive gauche n'auront pas besoin qu'on les conseille, eux ! ».
En octobre 1927, Marcelle Lesage vend à M. Charles-Edmond Ely, colonel d'artillerie en retraite, le fonds de commerce de « librairie & abonnement de lecture », comprenant l'enseigne et le nom commercial, la clientèle, le droit à la sous-location, le matériel et les marchandises. Il est prévu que le fonds de commerce soit exploité par Mme Marguerite-Jeanne Beaume, son épouse.

### Éditrice de la collection «Le Sage et ses Amis»
Marcelle Lesage crée la collection « Le Sage et ses Amis », parfois citée « La Folie du Sage »:279. La librairie communique avec un autre magasin affecté à l'activité d'édition au 24, place Dauphine,,, « à cent toises du Pont-Neuf » comme le précise le catalogue.
En 1925, à l'occasion de l'Exposition internationale des arts décoratifs et industriels modernes organisée à Paris, Marcelle Lesage reçoit une mention pour la catégorie « Livre » (classe 15).

Le 26 décembre 1926, Marcelle Lesage explique à Suzanne Normand de la revue Minerva les raisons qui l'ont poussée vers l'édition :
J'ai dû quitter l'avenue de St-Ouen, parce que j'y étais trop à l'étroit. La partie d'édition, surtout, dépassait les cadres de mon installation et exigeait un autre local. Un instant, j'ai pensé conserver les deux magasins, mais c'éût été trop lourd.
Un jour, Édouard Champion, l'éditeur bien connu, me demanda de l'aller voir. Mon effort l'intéressait. Je retournai causer avec lui à plusieurs reprises jusqu'au moment où il m'inspira l'idée de faire de l'édition.
- Vous savez, me dit-il, que j'ai une collection hors commerce, « Les Amis d'Édouard. » 
« J'aimerais que vous vous lanciez, vous, une collection qui serait dans le commerce et que vous appelleriez, par exemple : Le Sage et ses Amis. »

Ce projet m'intimida. Jamais je n'avais songé à l'édition, même à l'édition à tirages limités. Édouard Champion me conseilla alors d'aller voir Paul Valéry et de lui soumettre ce projet. L'auteur d'Eupalinos m'accueillit avec infiniment de bonne grâce et de bienveillance. C'est avec une chose de lui Situation de Baudelaire que j'inaugurai, quelque temps après, une collection Le Sage et ses Amis.
En 1926, Marcelle Lesage a déjà édité Eugène Marsan, Francis de Miomandre, Francis Carco, Princesse Bibesco, Georges Duhamel, Paul-Jean Toulet, Remy de Gourmont, Gérard de Nerval, François Porché, Roland Dorgelès, André Suarès, Jérôme et Jean Tharaud, Pierre Champion, Charles Maurras, André Maurois, François Mauriac, Joseph Kessel, Paul Morand, Jacques de Lacretelle, Émile Henriot, Alphonse de Châteaubriant, le poète Henry Charpentier. La même année, elle édite 60 propos inédits du philosophe Alain avec avant-propos manuscrit de l'auteur intitulés Sentiments, Passions et Signes, tirés à 800 exemplaires. Elle explique tirer le plus souvent à 325 à 500 exemplaires. Exception faite à la règle, elle tire En Marge de Joris-Karl Huysmans à 1000 exemplaires. Elle s'apprête alors à éditer Alexandre Asiatique ou L'Histoire du plus grand bonheur possible par Marthe Bibesco,. Toujours en 1926, l'hebdomadaire Aux écoutes vante les éditions de Marcelle Lesage, « des livres charmants, délices du raffiné, et qui sont épuisés aussitôt que parus » : entre autres, Causerie sur Israël des frères Tharaud et Paul Valéry et la Poésie pure de François Porché.
En 1927, Marcelle Lesage édite La Légion étrangère au Maroc du Commandant Zinovi Pechkoff, avec un frontispice « Honneur et Fidélité ».
En 1928, Marcelle Lesage édite La Sirène des Ravageurs de Carlos d'Eschevannes, vendu 12 francs, et Montmartre, mon pays de Roland Dorgelès, tiré à 2000 exemplaires, format in-16, vendu 30 francs. Elle édite également La mésaventure de Martin s'en va t'en guerre de Gaston Delayen.
Le 4 octobre 1935, c'est en sa qualité d'éditrice qu'elle signe le Manifeste des intellectuels français pour la défense de l'Occident et la paix en Europe.

### Vie personnelle

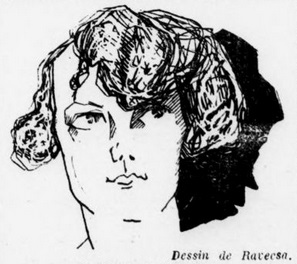
Marcelle Lesage, dessin de "Ravecsa", n°20 de La Gazette du franc, 12 septembre 1925.
Source RetroNews / BnF.

#### Premier mariage
Le 30 octobre 1920, à la mairie du 9e arrondissement de Paris, Marcelle Lesage épouse Maxime Henry Halinbourg, imprésario décoré de la croix de guerre né le 16 janvier 1889 dans le 9e arrondissement de Paris, divorcé de Sarah Suzanne Ben Nahmias et domicilié au 6, rue Chaptal. Marcelle Lesage est alors dite sans profession et domiciliée au 5, rue Lallier. Le contrat de mariage est reçu par le notaire Me Marie René Barillot. En 1927, Maxime « dit Max » Halinbourg est présenté comme ancien négociant et le couple habite au 6, rue Chaptal.
Avant l'été 1926, le couple est séparé de biens : lui vit au 35, rue du Rocher, elle vit au 50, boulevard de Strasbourg. Le 5 février 1930, le mariage est dissous par jugement rendu par le tribunal civil de la Seine.

#### Second mariage
Depuis 1926, Marcelle Lesage est assistée de Jean Debucourt dans ses travaux d'édition, notamment d'édition d'art,,. Le 8 novembre 1930, Marcelle Lesage est présentée dans un article du Paris-Midi comme « éditeur connu, épouse [sic] de Jean Debucourt, et qui fit, pour ne pas se séparer de son mari [sic], partie de la troupe sous son nom de théâtre ».
Le 15 juin 1931, à la mairie du 1e arrondissement de Paris, Marcelle Lesage épouse Jean Etienne Pelisse dit Jean Debucourt, artiste dramatique et futur sociétaire de la Comédie-Française, né le 19 janvier 1894 dans le 8e arrondissement de Paris, divorcé de Louise Gabrielle d'Juin et domicilié au 24, place Dauphine. Marcelle Lesage est dite libraire et domiciliée à la même adresse. Le contrat de mariage est reçu par le même notaire, Me Marie René Barillot. Les témoins du mariage sont l'homme de lettres Louis Artus et l'avocat Gaston Delayen.
Le couple se sépare et, à partir de 1935, Jean Debucourt vit en concubinage avec la comédienne Jacqueline Sorelle avec laquelle il a trois enfants, tous nés avant la proclamation du divorce,. Le 3 juin 1954, le mariage est finalement dissous par jugement rendu par le tribunal civil de la Seine.

### Dernières années
Marcelle Lesage meurt le 21 septembre 1981 à son domicile au 2, avenue Hoche dans le 8e arrondissement de Paris, âgée de 93 ans. Elle est dite retraitée de la Comédie-Française.

## Hommages
Le 12 septembre 1925, l'homme de lettres Raymond Geiger dédicace son article « Bibliophilie » publié dans La Gazette du franc « à Madame Marcelle Lesage, éditrice, en témoignage de reconnaissance ».
Le 26 décembre 1926, Suzanne Normand lui consacre un article pour Minerva : le grand illustré féminin que toute femme intelligente doit lire. À cette occasion, une photographie de Marcelle Lesage par Henri Manuel est publiée.